# In Bloom
Vous lisez un « bon article » labellisé en 2017.
Pour les articles homonymes, voir In Bloom (homonymie).
Singles de Nirvana
Lithium
(1992) Puss/Oh, the Guilt
(1992)
Pistes de Nevermind
Smells Like Teen Spirit
(1) Come as You Are
(3)
In Bloom est une chanson du groupe américain de grunge Nirvana, écrite par Kurt Cobain et sortie en tant que quatrième et dernier single de l'album Nevermind fin novembre 1992. Après une première version avec Chad Channing à la batterie lors d'une session aux studios Smart en avril 1990, le morceau est enregistré avec Dave Grohl aux studios Sound City pour l'album. Il utilise une structure de changements de nuances avec des couplets calmes et un refrain puissant. Les paroles peuvent être différemment interprétées et font référence selon les avis des spécialistes aux nouveaux fans du groupe ou à un ami de Cobain. Elles semblent évoquer les armes à feu, l'aliénation et le suicide.
Le single se classe à la 5e place du classement Mainstream Rock aux États-Unis et dans le top 30 de l'UK Singles Chart au Royaume-Uni. La deuxième version du clip, réalisée par Kevin Kerslake, parodie les interprétations de groupes des années 1960 dans les émissions télévisées musicales. Ce clip remporte en 1993 le MTV Video Music Award de la meilleure vidéo de rock alternatif. Généralement considérée comme l'une des meilleures chansons du groupe, elle est reprise par plusieurs artistes, dont le groupe de trip hop Hooverphonic et le chanteur de musique country Sturgill Simpson.

## Enregistrement
Nirvana interprète la chanson pour la première fois la nuit précédant l'enregistrement de la démo. Selon Krist Novoselic, « elle ressemblait à l'origine à un morceau des Bad Brains, puis Kurt lui a donné un son plus pop ». Kurt Cobain retravaille la chanson juste après l'avoir interprétée et la joue au téléphone pour Novoselic. Le groupe enregistre la démo, avec Chad Channing à la batterie, aux studios Smart en avril 1990 lors d'une première tentative d'enregistrement de son deuxième album. La démo comprend un pont que le producteur Butch Vig supprime ultérieurement. Cette version ne comporte pas de chœurs, probablement par manque de temps pour les enregistrer.
En mai 1991, après avoir changé de label et de batteur, le groupe enregistre l'album Nevermind aux studios Sound City, toujours avec Butch Vig. In Bloom est la première chanson enregistrée car Vig estime qu'il est préférable de commencer la session avec les chansons que le groupe a déjà enregistré aux studios Smart,. Les arrangements restent quasiment les mêmes mais Dave Grohl ajoute plus de puissance et de précision à la batterie, expliquant qu'il « n'a pas cherché à combler les espaces, mais juste essayé d'être le plus simple possible ». Cobain durcit sa voix au cours de l'enregistrement, ce qui complique la tâche de Vig lorsque celui-ci doit équilibrer le volume audio entre les couplets et le refrain. Sur la suggestion du producteur et bien que Cobain ne soit pas très enthousiaste à cette idée, Grohl assure les chœurs malgré des difficultés à harmoniser sa voix avec celle de Cobain car elle est un ton plus bas,. Cobain étant peu disposé à faire de multiples prises de ses enregistrements, Vig doit avoir recours à la ruse pour l'y contraindre et le persuade de doubler sa piste vocale sur In Bloom en lui disant que John Lennon, l'une des idoles de Cobain, l'avait fait,.

## Thèmes et composition

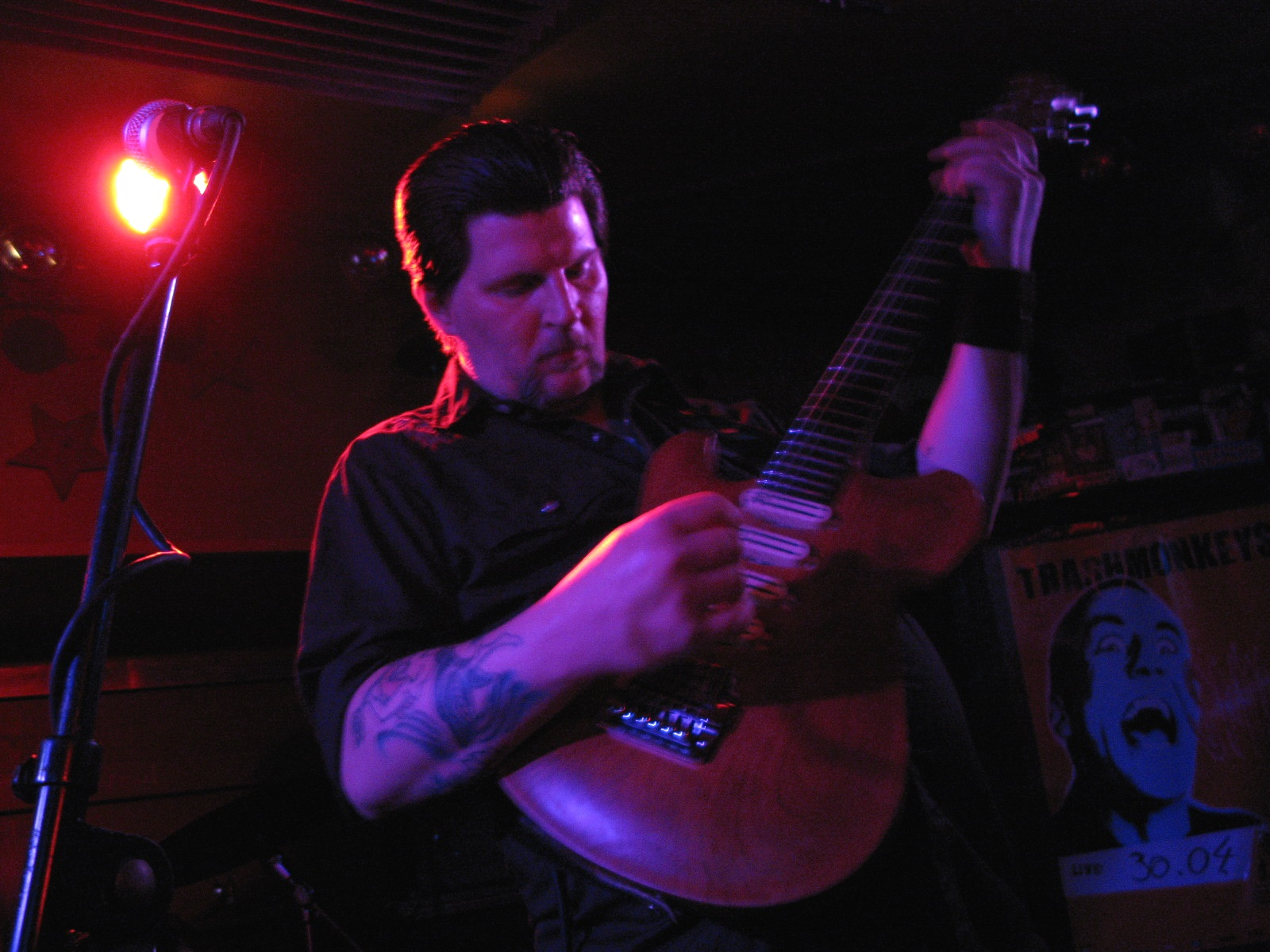
La chanson fait probablement une référence indirecte à Dylan Carlson, un ami de Kurt Cobain.

Comme un bon nombre de chansons de l'album, In Bloom utilise une structure de changements de nuances avec des couplets calmes et un refrain puissant. Sur la suggestion de Butch Vig, le groupe se sert d'un amplificateur Mesa Boogie pour les couplets et d'un ampli Fender Bassman pour le refrain afin d'obtenir un son plus lourd et déformé. La section rythmique fait dans la simplicité même si la batterie de Dave Grohl est assez proéminente. Ce dernier y affirme ses talents de vocaliste en chantant les harmonies haut perchées du refrain.
Pour Michael Azerrad, la chanson est dirigée contre les fans du groupe qui n'étaient pas habitués avant cela à écouter de la musique underground, toute l'ironie résidant dans le fait que le refrain est tellement accrocheur que des millions de personnes l'ont fredonné. Charles Cross y voit quant à lui un « portrait à peine déguisé » de Dylan Carlson, un ami proche de Cobain. Florent Mazzoleni estime pour sa part qu'elle raconte une nouvelle fois l'aliénation ressentie par Cobain en grandissant à Aberdeen, mettant en avant le fait que le rock lui a servi d’échappatoire. Les paroles « He's the one, Who likes all our pretty songs, And he likes to sing along, But he knows not what it means » (« il est celui qui aime toutes nos jolies chansons, et il aime les reprendre en chœur mais il ne sait pas ce qu'elles signifient ») sont à l'origine de cette différence d'interprétation mais le vers qui est intercalé « And he likes to shoot his gun » (« et il aime tirer avec son flingue ») semble bien faire référence à Carlson, grand collectionneur d'armes à feu. L'évocation des armes à feu reflète aussi l'environnement forestier où il est courant de posséder ce type d'objets à domicile, mais amène également la problématique du suicide par celles-ci puisque deux membres de la famille de Cobain se sont donné la mort avec alors qu'il était encore enfant.

## Sortie et accueil
In Bloom est le quatrième et dernier single à être extrait de Nevermind et paraît le 30 novembre 1992. Selon les formats, la face B est constituée d'une interprétation en live de Sliver, Polly ou de ces deux chansons. Le single se classe à la 5e place du Mainstream Rock Tracks chart et dans le top 30 de l'UK Singles Chart.
Le magazine New Musical Express classe la chanson en 16e position dans sa liste des 20 meilleures chansons de Nirvana. Elle figure à la 4e place du classement des 10 meilleures chansons du groupe établi par PopMatters, qui met l'accent sur le son « métallique, où les géniaux changements d'accords sont amplifiés par le jeu de batterie explosif de Dave Grohl » ainsi que sur « les petites touches en plus (la ligne de basse de bon goût de Novoselic, les chœurs à la voix forcée de Grohl) ». Paste la classe en 7e position de sa liste des 50 meilleures chansons grunge, notant qu'elle est le parfait exemple de la formule ayant fait le succès du groupe et qu'elle illustre aussi le virtuosité de la production de Butch Vig. En 2014, Slant Magazine la classe en 12e position de sa liste des 15 meilleures chansons de Nirvana, évoquant une « chanson acide destinée à l'énorme contingent de fans aimant le groupe pour son punch, tout en ignorant la sensibilité douloureuse qui produisait cette intensité ». En 2004, Rolling Stone la classe en 407e position de sa liste des 500 meilleures chansons de tous les temps, la saluant comme « l'un des plus grands hymnes live de Nirvana ». Pour Isabelle Chelley, cette chanson « accrocheuse, ultramélodieuse, est de celles qui se fredonnent après une seule écoute et se gravent dans les neurones ». Parmi les rares critiques défavorables, Everett True écrit dans Melody Maker que ce single peu remarquable n'a été sorti que pour surfer sur la vague du succès de l'album.

## Classements hebdomadaires
| Classement (1992-1993)             | Meilleure position |
| ---------------------------------- | ------------------ |
| Australie (ARIA)                   | 73                 |
| États-Unis (Mainstream Rock)       | 5                  |
| Finlande (Suomen virallinen lista) | 16                 |
| Irlande (IRMA)                     | 7                  |
| Nouvelle-Zélande (RMNZ)            | 20                 |
| Pays-Bas (Single Top 100)          | 87                 |
| Pologne (ZPAV)                     | 15                 |
| Royaume-Uni (UK Singles Chart)     | 28                 |
| Suède (Sverigetopplistan)          | 30                 |

## Clip
Nirvana enregistre une première version du clip en 1990 pour une compilation VHS du label Sub Pop. On peut y voir en noir et blanc les trois membres du groupe se filmant à Manhattan à l'aide d'une caméra amateur et faisant des bêtises. Grohl n'est pas encore présent dans le groupe et c'est donc le batteur Chad Channing que l'on peut voir. Novoselic y apparaît parfois chevelu et parfois chauve car il s'est rasé le crâne entre deux jours de tournage, en pénitence pour un concert qu'il jugeait mauvais donné entretemps par le groupe,. Ce clip apparaît dans le coffret With the Lights Out sorti en 2004.
Une seconde version du clip est réalisée par Kevin Kerslake à l'occasion de la sortie du single. La première idée de Cobain est de raconter l'histoire d'une jeune fille élevée au sein du Ku Klux Klan et qui réalise un jour à quel point cette organisation est malfaisante. Mais ce concept est trop ambitieux et il est donc décidé à la place de parodier les interprétations de groupes des années 1960 dans les émissions télévisées musicales comme The Ed Sullivan Show. Le clip, filmé sur de vieux kinéscopes, représente un petit concert en studio, avec un public composé en grande partie d'adolescentes hystériques, retranscrit sur une télévision en noir et blanc. Les trois membres du groupe sont habillés au début du clip de façon rétro, tirés à quatre épingles, coiffés avec la raie sur le côté, et ils jouent de façon très académique. Au fur et à mesure que la chanson progresse, ces séquences alternent avec d'autres où ils sont habillés avec des vêtements féminins et où ils se déchaînent. Sur la fin du clip, ils détruisent le décor du plateau et leurs instruments de musique,. Le ton humoristique du clip est voulu par Cobain qui est « fatigué d'être pris tellement au sérieux » depuis le succès de Nevermind. Pendant le tournage du clip, les verres des lunettes portées par Cobain lui donnent des étourdissements. Ce clip remporte en 1993 le MTV Video Music Award de la meilleure vidéo de rock alternatif et, dans le sondage annuel réalisé par The Village Voice, les critiques américains le classent à la première place de leur sélection des meilleurs clips de l'année 1992.

## Reprises
En 2006, In Bloom est reprise par le groupe So They Say pour l'album Punk Goes '90s sur lequel des groupes de punk reprennent des tubes des années 1990. Deux ans plus tard, le groupe belge Hooverphonic reprend la chanson à l'occasion de la compilation Rendez-vous: 25 unieke covers uit 25 jaar Studio Brussel sur laquelle des artistes belges célèbrent les 25 ans d'existence de la radio Studio Brussel. En 2009, le groupe de hardcore mélodique Four Year Strong l'interprète sur son album Explains It All, où les membres du groupe rendent hommage aux artistes avec qui ils ont grandi dans les années 1990. Le groupe finlandais de bluegrass Steve 'N' Seagulls, spécialiste des reprises de chansons hard rock et metal, ré-interprète In Bloom pour son deuxième album studio Brothers in Farms (2016). En 2018, le groupe de sludge metal américain Thou en fait une reprise qui apparait sur le split album I Have Become Your Pupil.
En 2016, le chanteur de musique country Sturgill Simpson reprend In Bloom pour son album A Sailor's Guide to Earth, qui remporte un Grammy Award lors de la 59e cérémonie. Publiée en tant que single et diffusée sur les stations radio, Simpson justifie son choix pour cette chanson en disant que « c'est ce qu'il écoutait quand il avait treize ans » et qu'il voulait « une chanson dans son album qui retrace cette phase étrange de la vie d'un garçon pendant laquelle on cherche sa place dans le monde ». Pour lui, « cette chanson a toujours été à propos de ce que ça signifie d'être un adolescent », elle dit « qu'un garçon peut être sensible et compatissant, qu'il n'a pas besoin d'être résistant ou froid pour devenir un homme » et conclut en affirmant qu'elle « rend un pur et bel hommage à Kurt »,.

## Fiche technique

### Versions
Toutes les chansons sont écrites et composées par Kurt Cobain sauf contre-indication.
| 1. | In Bloom | 4:13 |

| 1. | In Bloom                                                       |                                               | 4:14 |
| 2. | Sliver (live, 28 décembre 1991, Pat O'Brien Pavilion, Del Mar) | Kurt Cobain, Chris Novoselic et Chad Channing | 2:03 |
| 3. | Polly (live, 28 décembre 1991, Pat O'Brien Pavilion, Del Mar)  |                                               | 2:45 |

| A. | In Bloom                                                      | 4:14 |
| B. | Polly (live, 28 décembre 1991, Pat O'Brien Pavilion, Del Mar) | 2:45 |

| A. | In Bloom                                                       |                                               | 4:14 |
| B. | Sliver (live, 28 décembre 1991, Pat O'Brien Pavilion, Del Mar) | Kurt Cobain, Chris Novoselic et Chad Channing | 2:03 |

| A.  | In Bloom                                                       |                                               | 4:14 |
| B1. | Sliver (live, 28 décembre 1991, Pat O'Brien Pavilion, Del Mar) | Kurt Cobain, Chris Novoselic et Chad Channing | 2:03 |
| B2. | Polly (live, 28 décembre 1991, Pat O'Brien Pavilion, Del Mar)  |                                               | 2:45 |

| A1. | In Bloom                                                       |                                               | 4:14 |
| A2. | Sliver (live, 28 décembre 1991, Pat O'Brien Pavilion, Del Mar) | Kurt Cobain, Chris Novoselic et Chad Channing | 2:03 |
| A3. | Polly (live, 28 décembre 1991, Pat O'Brien Pavilion, Del Mar)  |                                               | 2:45 |

### Crédits
- Kurt Cobain : chant, guitare
- Dave Grohl : batterie
- Chris Novoselic : basse
- Butch Vig : producteur

### Ouvrages
- (en) Michael Azerrad, Come as You Are: The Story of Nirvana, Doubleday, 1er septembre 1993, 336 p. (ISBN 0-385-47199-8).

1. ↑  Azerrad 1993, p. 137
2. ↑  Azerrad 1993, p. 173
3. ↑  Azerrad 1993, p. 174
4. ↑  Azerrad 1993, p. 215
5. ↑  Azerrad 1993, p. 133-134
6. ↑  Azerrad 1993, p. 291
7. ↑  Azerrad 1993, p. 292
8. ↑  Azerrad 1993, p. 293

- (en) Jim Berkenstadt et Charles R. Cross, Classic Rock Albums: Nevermind, Schirmer Books, 9 novembre 1998, 173 p. (ISBN 0-02-864775-0).

1. ↑  Berkenstadt 1998, p. 37
2. 1 2  Berkenstadt 1998, p. 70

- (en) Charles R. Cross, Heavier Than Heaven: A Biography of Kurt Cobain, Hyperion, 21 août 2002, 432 p. (ISBN 0-7868-8402-9).

1. ↑  Cross 2001, p. 149
2. ↑  Cross 2001, p. 286

- Isabelle Chelley, Dictionnaire des chansons de Nirvana, Tournon, 18 avril 2005, 213 p. (ISBN 2-914237-40-5).

1. ↑  Chelley 2005, p. 85
2. 1 2  Chelley 2005, p. 84
3. ↑  Chelley 2005, p. 83-84
4. ↑  Chelley 2005, p. 87-88
5. ↑  Chelley 2005, p. 85-87
6. ↑  Chelley 2005, p. 86

- (en) Jeff Apter, The Dave Grohl Story, Omnibus Press, 1er décembre 2007, 288 p. (ISBN 1846097622 et 978-1846097621)

1. 1 2 3 4 5  Apter 2007, p. 137

- Florent Mazzoleni, Nirvana et le Grunge : 15 Ans de Rock Underground américain, Presses de la Cité, coll. « Gilles Verlant présente », 6 février 2006, 159 p. (ISBN 2-258-06963-7).

1. 1 2 3  Mazzoleni 2006, p. 108

- (en) Everett True, Nirvana: The Biography, Da Capo Press, 2007 (ISBN 978-0-306-81554-6)

1. ↑  True 2007, p. 409

### Articles de presse
1. 1 2  (en) Charles R. Cross, « Requiem for a Dream », Guitar World,‎ octobre 2001
2. ↑  (en) Gillian Gaar, « Verse Chorus Verse: The Recording History of Nirvana », Goldmine,‎ 14 février 1997

### Autres sources
1. ↑  (en) David Fricke, « Krist Novoselic on Nevermind », Rolling Stone, 31 octobre 2002 (version du 14 avril 2009 sur Internet Archive)
2. 1 2 3  (en) Classic Albums: Nirvana-Nevermind, Isis Productions, 2004, DVD
3. 1 2  (en) Nirvana - Chart history – Billboard. Billboard Mainstream Rock Tracks. Prometheus Global Media.
4. 1 2  (en) Archive Chart. UK Singles Chart. The Official Charts Company.
5. ↑  (en) « Countdown: 20 Greatest Nirvana Songs Ever », New Musical Express (version du 6 février 2005 sur Internet Archive)
6. ↑  (en) « The 10 Best Nirvana Songs Ever », PopMatters (consulté le 23 mars 2013)
7. ↑  (en) Michael Danaher, « The 50 Best Grunge Songs », Paste, 4 août 2014 (consulté le 20 décembre 2017)
8. ↑  (en) « The 15 Greatest Nirvana Songs », Slant Magazine, 9 avril 2014
9. ↑  (en) « The RS 500 Greatest Songs of All Time », Rolling Stone (version du 21 juin 2008 sur Internet Archive)
10. ↑  (en) Australian-charts.com – Nirvana – In Bloom. ARIA Top 50 Singles. Hung Medien.
11. ↑  (en) Finnishcharts.com – Nirvana – In Bloom. Suomen virallinen lista. Hung Medien.
12. ↑  (en) « The Irish Charts - All there is to know », sur irishcharts.ie (consulté le 25 octobre 2017)
13. ↑  (en) Charts.org.nz – Nirvana – In Bloom. RMNZ. Hung Medien.
14. ↑  (nl) Dutchcharts.nl – Nirvana – In Bloom. Single Top 100. Hung Medien.
15. ↑  (pl) « Lista Przebojów Trójki - Polskie Radio Online », sur polskieradio.pl (consulté le 25 octobre 2017)
16. ↑  (en) Swedishcharts.com – Nirvana – In Bloom. Singles Top 60. Hung Medien.
17. ↑  (en) « Nirvana With The Lights Out [3 CD/1 DVD Box Set] - Official Nirvana Website », sur nirvana.com (consulté le 25 octobre 2017)
18. ↑  (en) « The 1992 Pazz & Jop Critics Poll », sur robertchristgau.com (consulté le 23 mars 2013)
19. ↑  (en) Corey Apar, « Punk Goes '90s Review », AllMusic (consulté le 8 novembre 2017)
20. ↑  (vls) « Diverse artiesten - Rendez-vous: 25 unieke covers uit 25 jaar Studio Brussel », De Morgen, 25 juin 2008 (consulté le 7 novembre 2017)
21. ↑  (en) Andrew Leahey, « Explains It All Review », AllMusic (consulté le 8 novembre 2017)
22. ↑  (en) « Guns N' Roses' 'November Rain' Hillbillified By Steve 'N' Seagulls (Video) - Blabbermouth.net », sur blabbermouth.net (consulté le 12 novembre 2017)
23. ↑  The HIRS Collective / Thou - I Have Become Your Pupil, 2018 (lire en ligne)
24. ↑  (en) « See Sturgill Simpson Reinvent Nirvana's 'In Bloom' in Stunning Video - Rolling Stone », Rolling Stone (consulté le 25 octobre 2017)
25. ↑  (en) « Why Nirvana's In Bloom is busting out all over », The Guardian (consulté le 25 octobre 2017)
26. ↑  (en) « Nirvana– In Bloom », sur discogs.com, Discogs.
27. ↑  (en) « Nirvana– In Bloom », sur discogs.com, Discogs.
28. ↑  (en) « Nirvana– In Bloom », sur discogs.com, Discogs.
29. ↑  (en) « Nirvana– In Bloom », sur discogs.com, Discogs.
30. ↑  (en) « Nirvana– In Bloom », sur discogs.com, Discogs.
31. ↑  (en) « Nirvana– In Bloom », sur discogs.com, Discogs.